# Prins Daniel
Prins Daniel, Olof Daniel Westling Bernadotte, född Olof Daniel Westling den 15 september 1973 på Regionsjukhuset i Örebro, är prins av Sverige och hertig av Västergötland. Han är sedan den 19 juni 2010 gift med kronprinsessan Victoria av Sverige. De har två barn, prinsessan Estelle och prins Oscar.

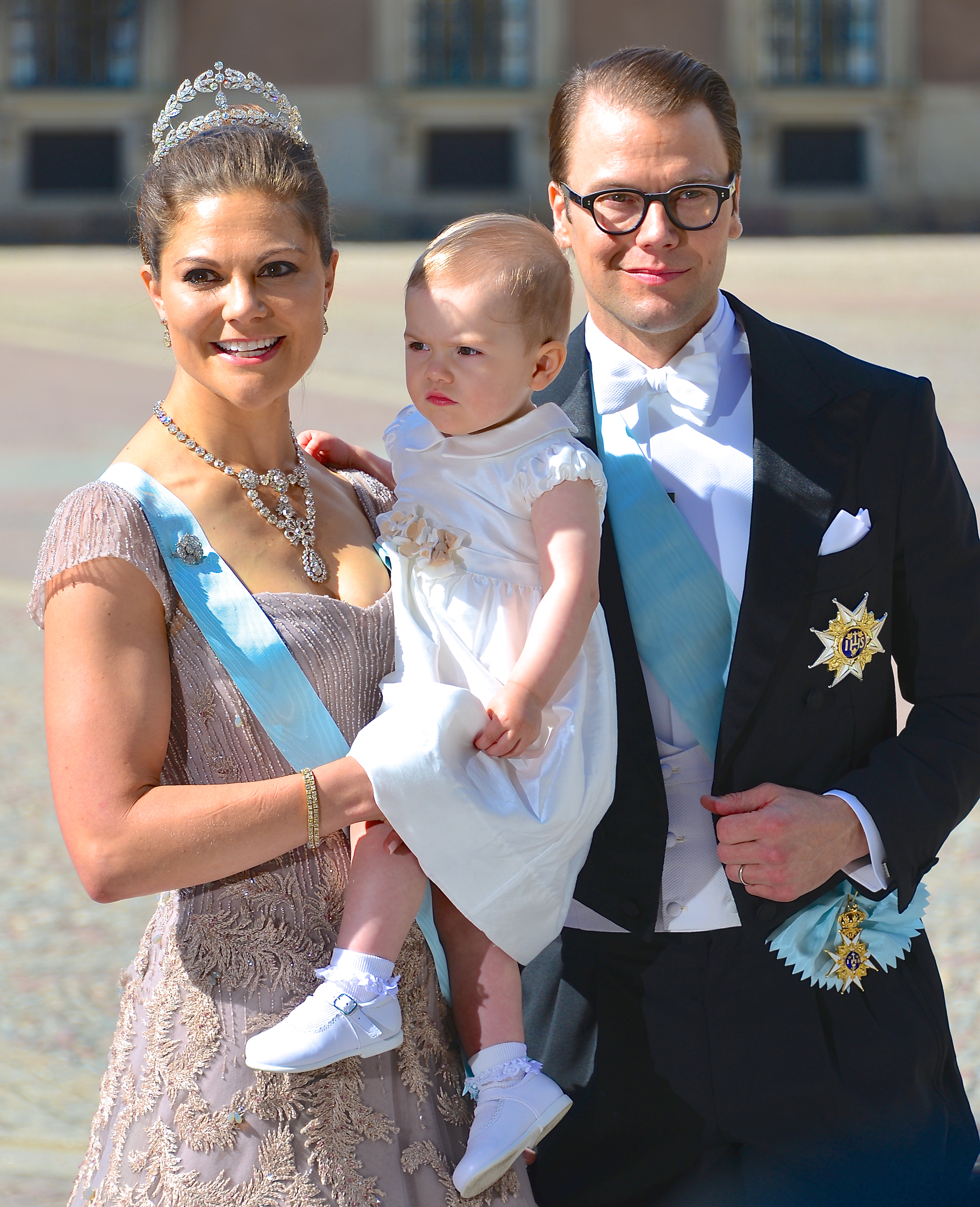
Kronprinsessan Victoria, prinsessan Estelle och prins Daniel på väg in till slottskyrkan på Kungliga slottet i Stockholm inför vigseln mellan prinsessan Madeleine och Christopher O'Neill den 8 juni 2013.

## Biografi

### Uppväxt
Prins Daniel är son till förre socialchefen i Sandvikens kommun Olle Westling och tidigare posttjänstemannen Ewa Westling, ogift Westring. På fädernet har han skogsfinsk påbrå. Han föddes på Regionsjukhuset i Örebro kl. 06.54 samma dag som Gustaf VI Adolf avled kl. 20.35 och prins Daniels blivande svärfar Carl XVI Gustaf därmed uppsteg på Sveriges tron. Prins Daniel döptes i Almby kyrka. Familjen bodde till en början på Björkrisvägen i stadsdelen Brickebacken, i Almby socken, därefter en kort tid i Falun och slutligen i Ockelbo där prins Daniel växte upp. Han gick i grundskolan på Rabo skola (årskurs 1-6) och i Perslundaskolan (7-9) i Ockelbo, samt tvåårig social linje på Hammargymnasiet i Sandviken 1989-91, där slutbetyget blev 3,07.
Han fullgjorde värnplikten som kompanibefäl vid Hälsinge regemente (I 14) i Gävle, där han avslutade sin militärtjänstgöring med betyget 10-9-8. Efter militärtjänstgöringen arbetade han i drygt ett år inom skola och fritidshem för barn med särskilda behov. Han spelade även ishockey som ytterforward i Hofors HC i ungdomen.

### Utbildning och karriär
År 1994 flyttade Daniel Westling till Stockholm för att studera till idrottspedagog vid Lillsveds idrottsfolkhögskola på Värmdö. Han fullföljde fritidsledarlinjen med idrottsinriktning 1994–96. Efter studierna utbildade han sig till personlig tränare på Safe i Sundbyberg, där han 1997 rekryterades av en av lärarna, Benny Johansson, som personlig tränare till gymmet Master Training på Regeringsgatan. År 1998 registrerade han en enskild firma, med verksamhet som massör och personlig tränare.
År 2004 grundades träningsföretaget Master Training AB i Stockholm, där Westling var VD och styrelseledamot och ägde 70 procent vid sidan av kompanjonerna Patrik Vrbanc och Lars Hellström med 15 procent vardera. Han hade senare motsvarande roller även i träningsföretaget Balance samt var styrelseledamot i Brasil Development AB, som 2007 involverades i det brasilianska hotellprojektet "Pratigi", tillsammans med bland andra Karl-Johan Persson och Björn Ulvaeus.

### Äktenskapet
Daniel Westling träffade kronprinsessan Victoria då hon på rekommendation från sin syster prinsessan Madeleine anlitade honom som sin personliga tränare, och de inledde en relation som blev offentlig sommaren 2002 i samband med en fest hos kronprinsessans barndomsvän Caroline Kreuger.  
2007 blev de samboende när kronprinsessan vistades i sin bostad Sjöpaviljongen på Drottningholms slott. Den 1 juli 2008 folkbokfördes Westling i den närliggande Pagebyggnaden där han fick hyra en lägenhet.
Den 24 februari 2009 tillkännagavs förlovningen mellan Daniel Westling och kronprinsessan i prinsessan Sibyllas våning på Stockholms slott, och i november samma år avslutade han som blivande make till kronprinsessan sina engagemang i träningsbolagen, men behöll aktieposter. I början av juni 2010 begärde Westling även utträde ur styrelsen för Brasil Development.
Den 27 maj 2009 genomgick Westling en njurtransplantation på Karolinska universitetssjukhuset i Huddinge kommun. Den nya njuren donerades av hans far. Sjukdomen som var skälet till transplantationen uppgavs vara medfödd men ej ärftlig.
Vigseln mellan kronprinsessan Victoria och prins Daniel ägde rum den 19 juni 2010 i Storkyrkan i Stockholm. Den 15 november samma år flyttade paret till Haga slott i Solna.
Paret fick sitt första barn, prinsessan Estelle, den 23 februari 2012 och sitt andra barn, prins Oscar, den 2 mars 2016.
Golf är ett av prinsens stora intressen, och år 2009 hade han 4,1 i handicap.

## Roll i kungahuset
Genom vigselakten inträdde prins Daniel officiellt i det svenska kungahuset och fick, i enlighet med kung Carl Gustafs förordnande, titeln "Hans Kunglig Höghet Daniel, Prins av Sverige, Hertig av Västergötland". Han är dock inte arvsberättigad till tronen och kan inte heller träda in som tillfällig riksföreståndare.
Som medlem av kungahuset utför prins Daniel officiella uppdrag, tillsammans med kronprinsessan och på egen hand. Programverksamheten samordnas av kronprinsessans hovstat på Kungliga slottet där prinsen och hans sekreterare har kontor. Han har profilerat sig mot frågor som rör hälsa och idrott. Han har varit beskyddare för stora idrottstävlingar, däribland World Transplant Games 2011, EM i fotboll för damer 2013 och VM i ishockey för herrar 2013. Sedan 2011 är han hedersledamot av Hjärt-Lungfondens styrelse.
Prins Daniels heraldiska vapen utformades av statsheraldikern vid Riksarkivet Henrik Klackenberg och fastställdes av kungen. Skölden är, likt kronprinsessan Victorias, en variant av stora riksvapnets vars tredje fält är utbytt mot landskapet Västergötlands vapen. Den är krönt av en prinskrona. Hjärtskölden visar hans personliga vapen som är baserat på Ockelbo kommunvapen. Hjärtskölden blasoneras: Sköld genom grankvistskura ginstyckad i guld och blått åtföljd av en ginbalksvis ställd hammare av guld.
Prins Daniel förlänades även Serafimerorden i Storkyrkans vapenhus omedelbart efter vigselgudstjänsten. Sedan oktober 2013 bär han även Nordstjärneorden.
Tillsammans med Kungliga Ingenjörsvetenskapsakademin har han tagit initiativ till Prins Daniel Fellowship, som stöttar unga entreprenörer och verkar för att fler unga ska inspireras till att våga starta företag.

## Bildgalleri

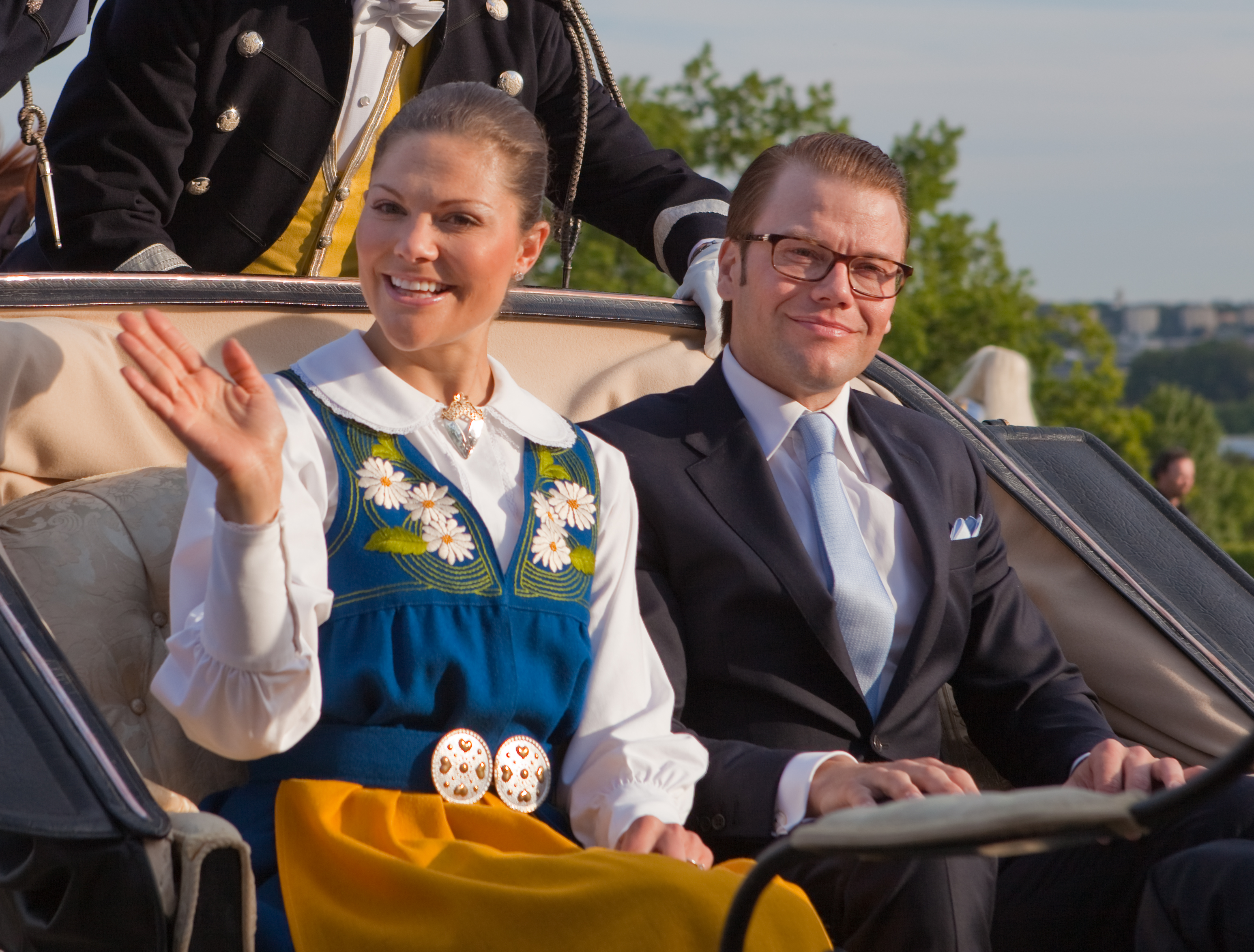
Kronprinsessan Victoria och prins Daniel på nationaldagsfirandet på Skansen den 6 juni 2010.
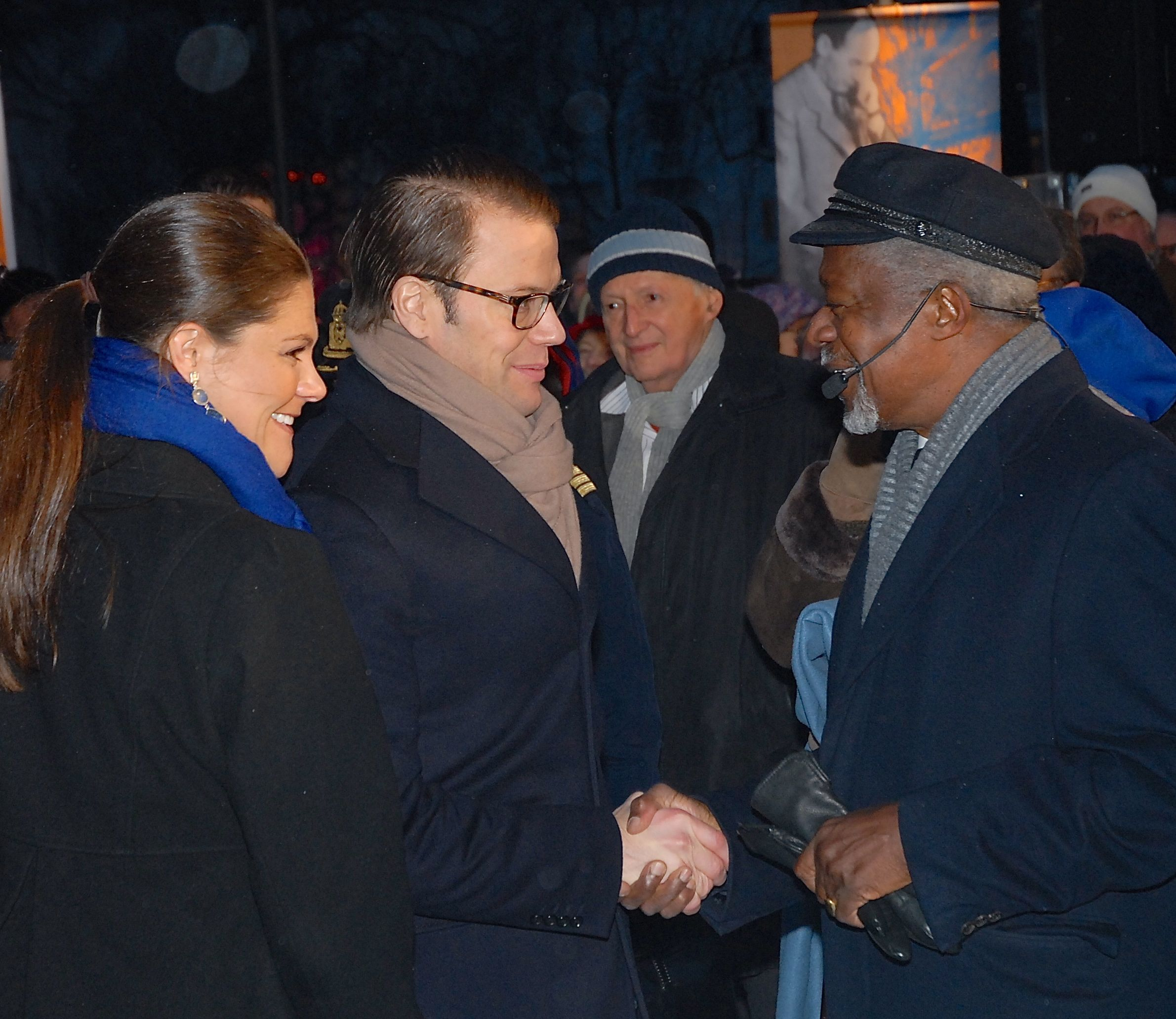
Prins Daniel hälsar på Kofi Annan på Förintelsens minnesdag den 27 januari 2012.
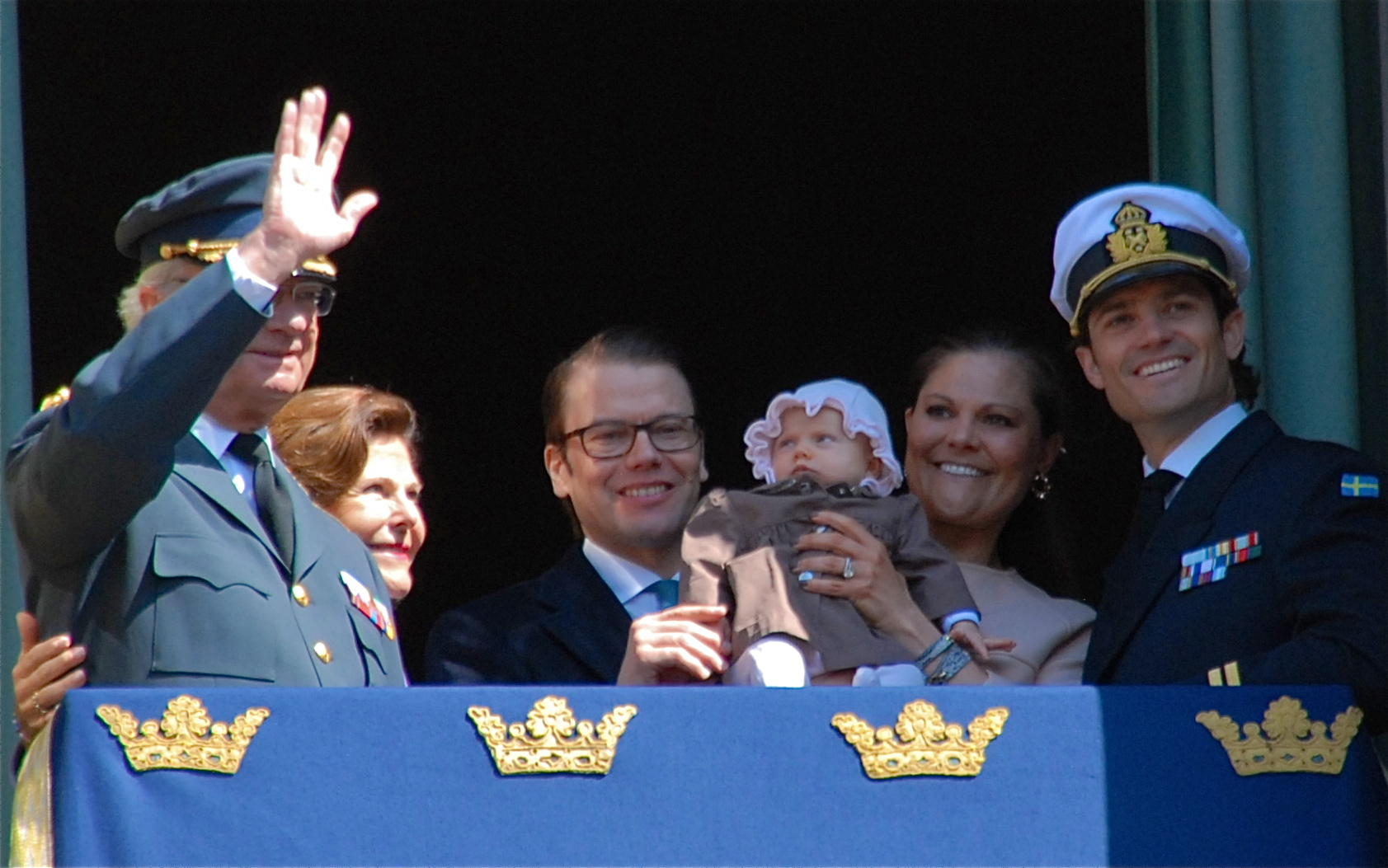
Prins Daniel med resten av kungafamiljen på kung Carl XVI Gustafs 66-årsdag den 30 april 2012.
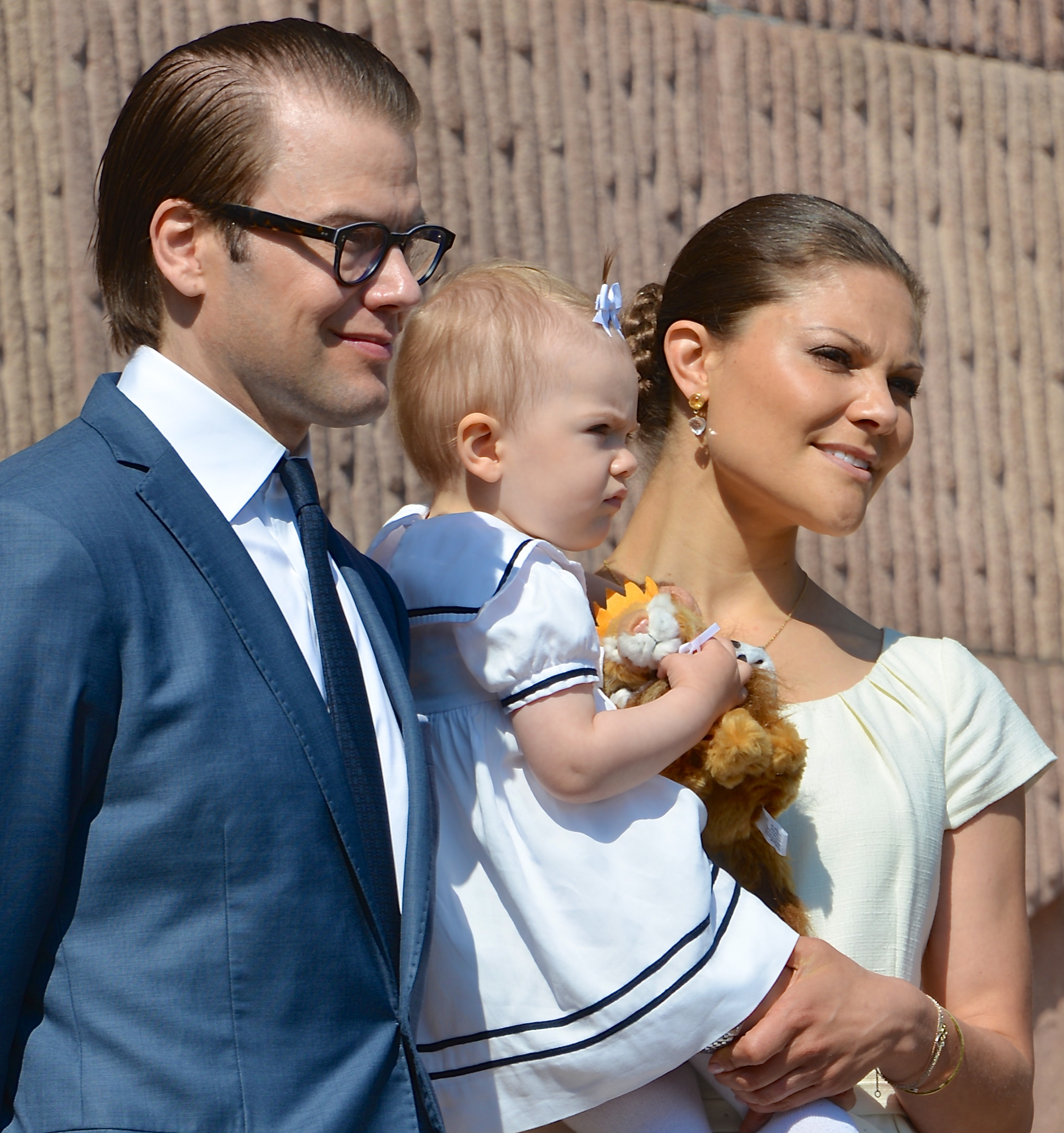
Prins Daniel, kronprinsessan Victoria och prinsessan Estelle inviger Öppet slott från slottsträdgården Logården den 6 juni 2013.
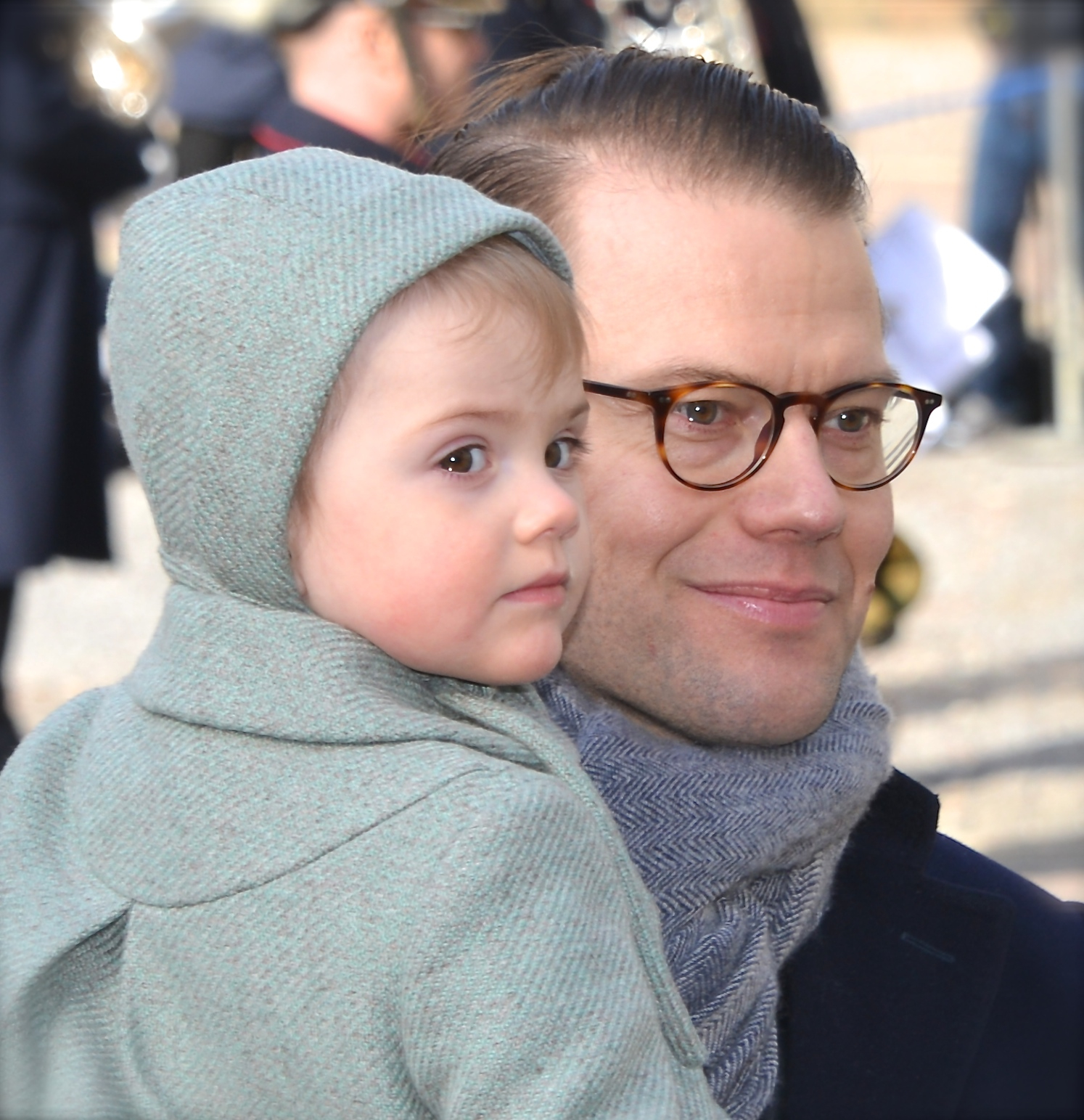
Prins Daniel och prinsessan Estelle i samband med namnsdagsfirandet av kronprinsessan Victoria den 12 mars 2014.
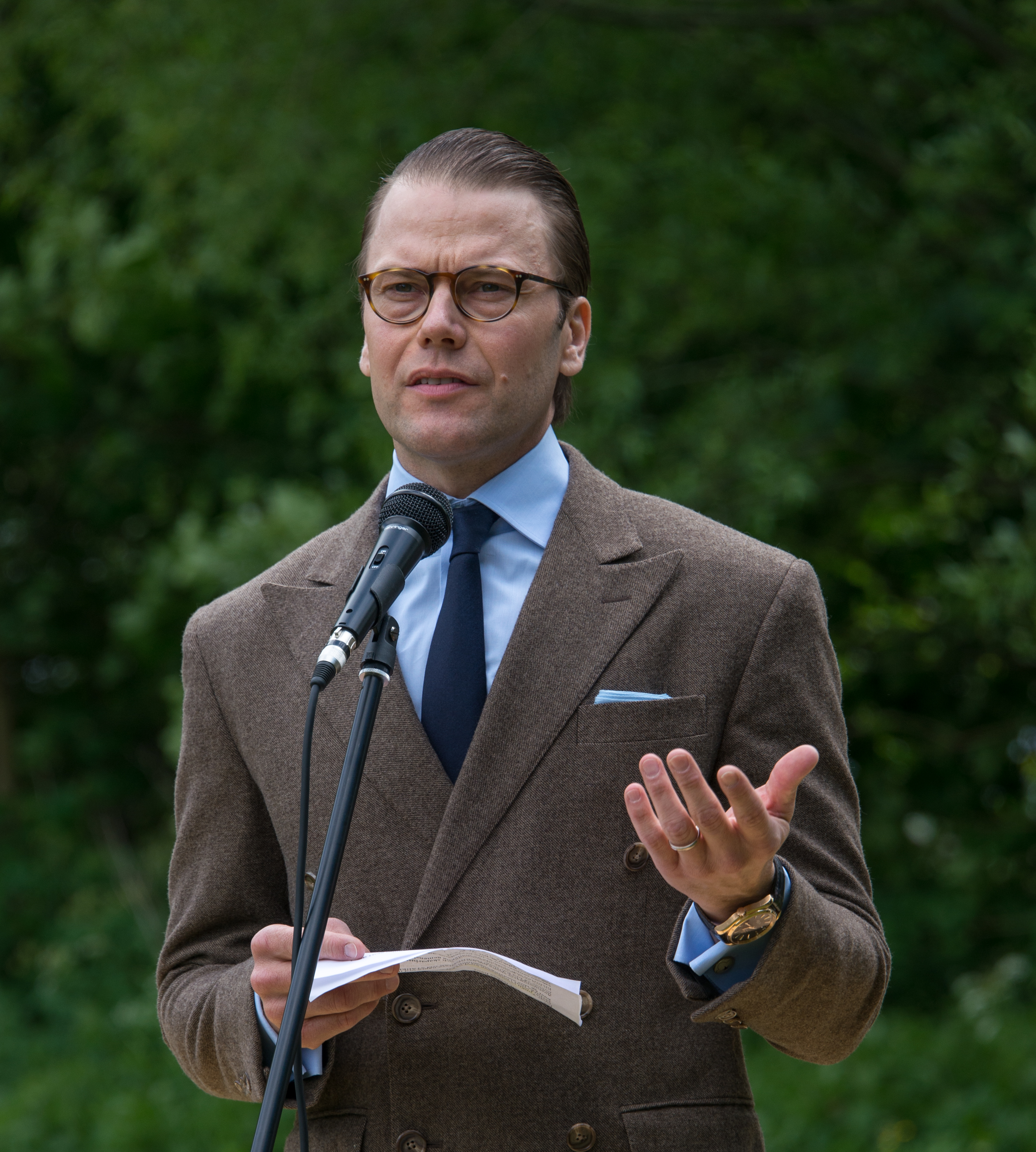
Prins Daniel inviger sommarens skulpturgrupp av Tony Cragg på Djurgården i Stockholm i juni 2016.
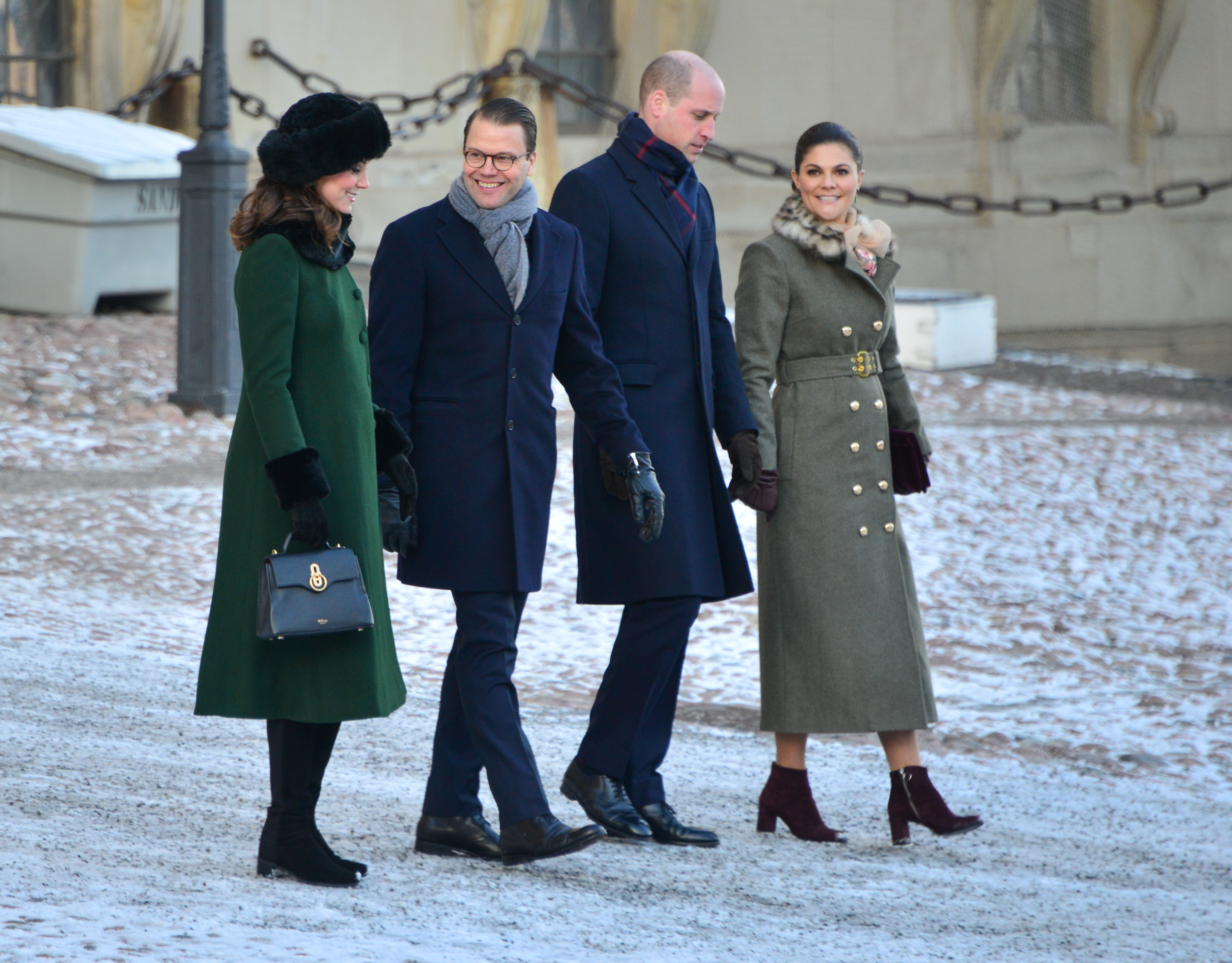
Prins William och hertiginnan Catherine besöker Sverige på ett officiellt besök i januari 2018. (bild ur film)

## Titlar, ordnar och dekorationer
Prins Daniels officiella titel är Hans Kunglig Höghet Daniel, Prins av Sverige, Hertig av Västergötland. Sedan giftermålet med kronprinsessan Victoria är han folkbokförd under namnet Olof Daniel Westling Bernadotte. 
- 1973–2010: Herr Olof Daniel Westling
- Sedan 19 juni 2010: Hans Kunglig Höghet Daniel, Prins av Sverige, Hertig av Västergötland

### Svenska ordnar
- Riddare och Kommendör av Kungl. Maj:ts Orden, utnämnd vid sitt bröllop 19 juni 2010.[43][44]
- Kommendör med stora korset av Kungl. Nordstjärneorden, bär insignierna sedan 1 oktober 2013.[45]

### Svenska kungliga minnestecken
- Konung Carl XVI Gustafs jubileumsminnestecken II, 15 september 2013.
- Konung Carl XVI Gustafs jubileumsminnestecken III, 30 april 2016.
- Konung Carl XVI Gustafs jubileumsminnestecken IV, 15 september 2023.

### Nordiska ordnar
- Storkorset av Finlands Vita Ros' orden, 17 april 2012.[46]
- Storkorset av Isländska Falkorden, 17 januari 2018.[47]
- Storkorset av Norska Sankt Olavsorden, 17 juni 2022.[48]
- Riddare av Danska Elefantorden, 6 maj 2024.[49]

### Övriga utländska ordnar
- Storkorset av Chilenska Bernardo O'Higgins-orden, 10 maj 2016.[50]
- Storkorset av 1:a klassen av Estniska Terra Mariana-korsets orden, 12 januari 2011.[51]
- Storofficer av Franska Hederslegionen (2024)[52]
- Storkorsriddare av Italienska republikens förtjänstorden, 13 november 2018.[53]
- Storkorset av förtjänstordning, 16 november 2021.[54]
- Första klass (Stora Gwanghwamedaljen) av Sydkoreanska diplomatiska förtjänstorden, 14 juni 2019.[55][56]
- Storkorset i särklass av Förbundsrepubliken Tysklands Förtjänstorden, 7 september 2021.
- Storofficer av Tunisiska förtjänstorden, 4 november 2015.[57]

## Släkt
I samband med tillkännagivandet av förlovningen publicerade Riksarkivet en kortare släktutredning över Daniel Westling. De flesta förfäderna i de närmaste generationerna var torpare och soldater i Hälsingland; Arbrå, Hanebo, Bollnäs och Alfta. De kom även från t.ex. Ekshärad och Svartnäs. Farfadern Anders Westling, vars far och farfar hette Anders Andersson, upptog släktnamnet Westling efter sin mor. Efternamnet Westling kan spåras tillbaka till prins Daniels farfars morfars farfar (som även var hans farfars mormors farfar). Samma månad som bröllopet ägde rum publicerade släktforskaren Björn Engström den blivande prinsens anor på hans farmors morfars sida tillbaka till medeltiden, och visade att han härstammar från några medeltida bergsfrälsesläkter i trakten kring Stora Kopparberget.
Bakgrunden till de medeltida bergsfrälsesläkterna har sedan ifrågasatts. Istället har det via hans morfars släkt kommit fram att prins Daniel är besläktad med adliga släkter på närmare håll, via sin morfars mormors farmor Sara Brobäck (född 1787 i Bollnäs) som på sin mors sida är från den adliga ätten Skogh nr 704 (Tab 6). Därigenom finns adelssläkter som Hårleman, Armfelt, von Becker m.fl. i hans släktträd.